# Planegg
Planegg là một đô thị ở Munich bang Bayern thuộc nước Đức.